# 40 Korpus Armijny (Imperium Rosyjskie)
40 Korpus Armijny (ros. 40-й армейский корпус) – jeden ze związków operacyjno-taktycznych  Imperium Rosyjskiego w czasie I wojny światowej. Rozformowany na początku 1918. 

## Podporządkowanie
- 8 Armii (2.10.1915 – 11.09.1916)
- Armii Specjalnej (15.09. – 22.10.1916)
- 9 Armii (28.10.1916 – grudzień 1917)

## Dowódcy Korpusu
- gen. lejtnant S. A. Woronin (czerwiec – październik 1915)
- gen. lejtnant S. N. Delwig (październik 1915 – kwiecień 1916)
- gen. piechoty N. A. Kasztalinskij (kwiecień – listopad 1916)
- gen. lejtnant G. E. Berchman (listopad 1916 – kwiecień 1917)
- gen. lejtnant J. J. Biełozor (od kwietnia 1917)